# Liste der Monuments historiques in Ploubazlanec
Die Liste der Monuments historiques in Ploubazlanec führt die Monuments historiques in der französischen Gemeinde Ploubazlanec auf.

## Liste der Bauwerke
| Bezeichnung                                      | Beschreibung | Standort                 | Kennzeichnung | Schutzstatus | Datum | Bild           |
| ------------------------------------------------ | ------------ | ------------------------ | ------------- | ------------ | ----- | -------------- |
| Promontoire préhistorique barré de Roch’an Evned |              | Loguivy-de-la-Mer (Lage) | PA00089465    | Classé       | 1959  | weitere Bilder |
| Kapelle in Perros-Hamon                          |              | (Lage)                   | PA00089464    | Inscrit      | 1925  | weitere Bilder |
| Croix des Veuves                                 | Kreuz        | (Lage)                   | PA00089463    | Inscrit      | 1930  | weitere Bilder |
| Calvaire der Kapelle in Lancerf                  |              | (Lage)                   | PA00089462    | Inscrit      | 1927  | weitere Bilder |
| Allée couverte von Mélus                         |              | (Lage)                   | PA00089461    | Classé       | 1951  | weitere Bilder |

## Liste der Objekte

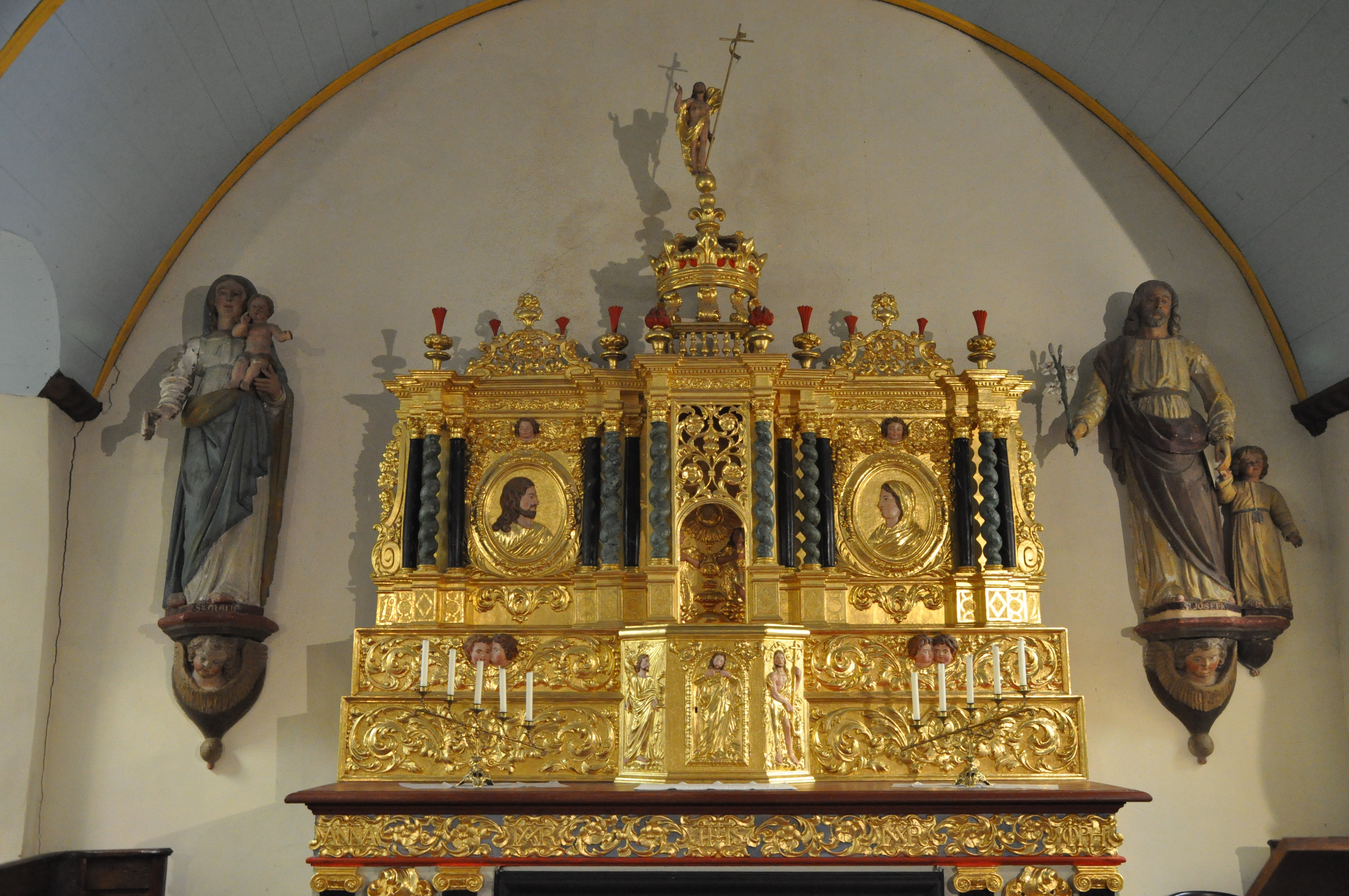
Retabel (18. Jahrhundert) in der Kapelle von Perros-Hamon

- Monuments historiques (Objekte) in Ploubazlanec in der Base Palissy des französischen Kultusministeriums